# Juan José Otegui
Juan José Otegui (Oviedo, 9 de marzo de 1936-Madrid, 12 de abril de 2021) fue un actor español.

## Biografía
Dio sus primeros pasos interpretativos dentro del grupo de teatro de la Universidad de Oviedo, compaginando su afición con la carrera de Derecho que estudiaba; y en 1961 inició su carrera profesional como actor, especializándose en el mundo teatral.
Su presencia ha sido más habitual en el teatro que en el cine.

## Teatro
- Luces de bohemia
- La vida del rey Eduardo II de Inglaterra
- Julio César
- Madre Coraje
- Comedia sin título y Tirano Banderas
- Las guerras de nuestros antepasados
- El cántaro roto
- La buena persona de Sezuán
- La resistible ascensión de Arturo Ui
- Velada en Benicarló
- La enamorada del rey
- El retablillo de Don Cristóbal
- Martes de Carnaval
- La gran sultana
- Los cuernos de Don Friolera
- La venganza de la Petra
- Ojo por ojo, cuerno por cuerno
- Fuenteovejuna de Lope de Vega
- La vida es sueño de Calderón de la Barca
- Don Juan Tenorio de José Zorrilla
- La alondra
- Doce hombres sin piedad
- Eslavos
- El rey negro (1997) de Ignacio del Moral
- Camas separadas
- San Juan de Max Aub
- El precio
- La marquesa de O
- La visita de la vieja dama[2]
- La fundación[3]

## Filmografía
- Tiempo de silencio y Asesinato en el Comité Central, ambas de Vicente Aranda.
- El vuelo de la paloma y La noche más larga, ambas de José Luis García Sánchez.
- Las autonosuyas, de Rafael Gil.
- Tacones lejanos, La flor de mi secreto y Todo sobre mi madre, todas ellas de Pedro Almodóvar.
- Belle Époque, dirigida por Fernando Trueba.
- Fuera de juego, dirigida por Fernando Fernán Gómez.

## Televisión
- La Regenta (TVE).
- Farmacia de guardia, 1991 (Antena 3).
- ¿Quién da la vez?, (Antena 3).